# Tosktjärnen (Anundsjö socken, Ångermanland)
Tosktjärnen är en sjö i Örnsköldsviks kommun i Ångermanland och ingår i Moälvens huvudavrinningsområde.